# خفر السواحل الليبي
خفر السواحل الليبي من الناحية التنظيمية، جزء من البحرية الليبية، ويعمل بدعم من الاتحاد الأوروبي من أجل منع المهاجرين من الوصول إلى حدود الاتحاد الأوروبي. اعتبارًا من عام 2015، يتكون خفر السواحل الليبي من أكثر من 1000 فرد. ومنذ عام 2015، تلقى 455 مليون دولار من الاتحاد الأوروبي. يُتهم خفر السواحل الليبي بالاتجار بالبشر والاستعباد والتعذيب وغيرها من انتهاكات حقوق الإنسان.

## التاريخ
يعود تاريخ تأسيس خفر السواحل الليبي إلى عام 1970 عندما تم ضم شرطة الجمارك والموانئ المنفصلة سابقًا في قيادة واحدة داخل البحرية الليبية وتحت إشراف وزارة الدفاع. في الفترة 2006-2008، تم تجديد أسطول خفر السواحل وتجهيزه بقوارب دورية "شبح" بسرعة 30 عقدة (56 كم/ساعة) من طراز PV30-LS من حوض بناء السفن الكرواتي أدريا مار. وفي عام 2017، تعرض خفر السواحل لانتقادات بسبب فشله في الاستجابة لعشر سفن في محنة.
خلال أزمة المهاجرين الأوروبية عام 2015، اعترض خفر السواحل الليبي قوارب اللاجئين والمهاجرين التي كانت تبحر عبر البحر الأبيض المتوسط، بموجب اتفاقية تمويل تم التوصل إليها مع الوكالة الأوروبية لحرس الحدود والسواحل. تم انتقاد عمليات الاعتراض باعتبارها "تفاقم الأزمة"، وفي نوفمبر 2021، ورد أنها أدت إلى إعادة 27,500 شخص إلى مراكز الاحتجاز.
في مايو 2021، أبلغ سلفاتوري كوينسي، عمدة مازارو ديل فالو، عن الحادث الثاني الذي وقع مؤخرًا حيث أطلق خفر السواحل النار على صيادين، واسفر الحادث عن إصابة رجل واحد. في يوليو/تموز 2021، تعرض خفر السواحل الليبي لانتقادات بسبب مطاردة قارب مهاجرين ثم إطلاق النار عليه. وفي وقت لاحق من يوليو/تموز 2021، اتهم ضابط كبير سابق في الشرطة الليبية خفر السواحل بسرقة الناس ومهربي البشر.

## روابط خارجية
- صفحة خفر السواحل الليبي على موقع ليبيا أوبزرفر